# Campidanesisch
Campidanesisch ist ein nach dem Tieflandstreifen Campidano benannter Sammelbegriff für die im Süden Sardiniens gesprochenen Dialekte der sardischen Sprache. Er dient zur Abgrenzung gegenüber Logudoresisch/Nuoresisch und Gallurisch/Sassaresisch. Obwohl sich die einzelnen Varietäten des Campidanesischen untereinander wesentlich ähnlicher sind als die anderer sardischer Dialektgruppen, gibt es keinen „Campidanesischen Dialekt“ an sich. Vielmehr existieren zahlreiche einzelne Dialekte, die sich sozusagen einer campidanesischen „Dialektfamilie“ zuordnen lassen.

## Grammatik
Auffälligstes grammatisches Merkmal des Campidanesischen ist der bestimmte Pluralartikel: Im Unterschied zu den logudoresischen und nuoresischen Varietäten kennt das Campidanesische nur einen Artikel im Plural für beide Genera, nämlich is. Die Singularformen lauten wie in den anderen sardischen Varietäten aber su (mask. sing.) und sa (fem. sing.).
Zudem zeigen sich einige Unterschiede bei den Tempora, insbesondere den Vergangenheitsformen.

## Phonologie
Die Campidanesischen Dialekte kennen keinen Erhalt des lat. velaren Okklusivs (/K/) vor -e und -i wie die zentralsardischen Varietäten. Die Palatalisierung des lateinischen -C führt zu ähnlichen Ergebnissen wie im Italienischen:
- z. B. lat. centu(m) (sprich: /kɛntu/) '100' > campidanesisch centu (sprich: /t͡ʃentu/, vgl. italienisch cento).
- z. B. lat. nuce(m) (sprich: /nuke/) 'Nuss’ > campidanesisch nuxi (sprich: /nuʒi/, vgl. italienisch noce).

Darüber hinaus ist beim Vokalismus in unbetonter Stellung eine Reduktion auf die Vokale -a, -i, -u zu beobachten, ähnlich wie im Sizilianischen (z. B. campidanesisch nuxi im Gegensatz zu logudoresisch nuche/nuke).
Ein weiteres Merkmal der campidanesischen Dialekte ist eine fortgeschrittene Lenisierung stimmloser intervokalischer Okklusive (p, t, k) bis hin zu ihrem Ausfall, beispielsweise beim Partizip Perfekt: lat. cantatu(m) > campidanesisch cantau (wohl über die Zwischenstufe cantadu, die in anderen sardischen Varietäten häufig anzutreffen ist). Ein ähnliches Phänomen zeigt sich beim Infinitiv einiger Verben auf -are, hier ist das -r vom Schwund betroffen: cantai 'singen' (< lat. cantare), pappai 'essen', aggiudai 'helfen' (< lat. adiutare).